# Пасман, Марк
Марк Пасман (латыш. Marks Pasmans; 16 марта 1932, Рига,
Латвия — 4 августа 2011) — латвийский и советский шахматист, чемпион Латвии по шахматам 1951 года.

## Карьера шахматиста
Марк Пасман научился играть шахматы в 14 лет и очень скоро стал одним из сильнейших шахматистов Латвии 1950-х годов. В 1949 году он дебютировал в финале чемпионата Латвии по шахматам, на следующий год занял почётное 4 место, а ещё через год стал чемпионом Латвии по шахматам. В 1952 году он занял 2 место в чемпионате Латвии, а в 1958 году выиграл чемпионат Риги. Марк Пасман играл за сборную Латвии на командных чемпионатах СССР в 1953 (на 4 доске: +0, =5, −2), 1958 (на 4 доске: +2, =2, −4) и 1960 (был первым запасным и набрал 5 очков из 7) годах. Также он представлял латвийскую команду «Даугава» в командном чемпионате СССР 1954 года (на 5 доске: +3, =2, −5), и играл за команду «Динамо» в 1968 году (на 5 доске: +1, =3, −5).
В 1964 году он стал победителем Всесоюзного индивидуального чемпионата ЦС ДСО «Динамо».
Марк Пасман окончил Латвийский университет.